# PICT
Pour les articles homonymes, voir Picte (homonymie).
PICT est un format de fichier graphique créé par Apple comme métafichier standard pour ses premiers Macintosh. Il peut contenir des informations graphiques bitmap ou vectorielles, ainsi que quelques champs de texte. C'est également le format natif de QuickDraw Manager.
La première version, PICT 1, a été conçue comme la plus compacte possible pour la description vectorielle, notamment par l'insertion de commande de type "refaire l'opération précédente". Avec le Macintosh II et Colour Quickdraw, PICT passa en version 2, désormais 16 bits, la compatibilité descendante étant assurée. 
Lors de l'utilisation d'une application Macintosh, toute image peut être convertie en PICT par simple copier/coller, vers une image de destination. Un exemple concret est la personnalisation des icônes du Finder.
Avec le passage à MacOS X, le PICT a été remplacé par le pdf en tant que métaformat natif. Cependant la compatibilité avec le PICT est encore largement assurée.